# Jacquetta Wheeler
Jacquetta Lydia Wheeler (née le 16 octobre 1981) est un mannequin britannique.

## Biographie
Wheeler est la deuxième des trois filles de Stuart Wheeler (en), un entrepreneur et un militant politique, et de Tessa Codrington, photographe. Elle a une sœur aînée, Sarah, et une sœur cadette, Charlotte. Par sa mère, elle est la descendante de nombreuses personnalités royales et nobles, dont Henri VII. À l'âge de quinze ans, elle est découverte par le styliste Stephan Janson, qui lui demande d'aller à Milan et d'apparaître dans son défilé de mode. Plus tard cette année-là, elle est arrêtée en Angleterre alors qu'elle se rendait dans un salon, par le photographe de mode Mario Testino.
À l'âge de 17 ans, Wheeler est sur la couverture française de Vogue Paris et fait partie d'une campagne publicitaire Gucci. Bien qu'elle ait continué à aller à l'école à The King's School, Canterbury - à Luxmoore House - Wheeler prend souvent des jours de congé pour tourner pour des entreprises de mode, telles que Calvin Klein, Prada ou The Gap.
En 1999, le magazine The Face la déclare « modèle du millénaire ». Les créateurs continuent à apprécier son look androgyne et waif[pas clair]. En 2002, le Sunday Times la désigne comme l'une des mannequins les mieux payés de Grande-Bretagne. La liste des clients de Wheeler va de Shiatzy Chen, Burberry à Versace.
Elle a une relation avec le photographe britannique Alexi Lubomirski et épouse finalement le gestionnaire de fonds spéculatifs Jamie Allsopp en juin 2012.